# Крапањ (Шибеник)
Крапањ је насељено мјесто у Далмацији. Припада граду Шибенику, у Шибенско-книнској жупанији, Република Хрватска. До пописа 2001. године, насеље је обухватало острво Крапањ и непосредну копнену околину. Копнено подручје је тада издвојено у новоформирано самостално насеље Бродарица.

## Географија
Крапањ се налази на малом острву Крапањ, удаљено око 8 км јужно од Шибеника.

## Становништво
Према попису становништва из 2011. године, насеље Крапањ је имало 170 становника.
| Демографија | Демографија | Демографија |
| Година      | Становника  | Становника  |
| ----------- | ----------- | ----------- |
| 1971.       | 1.067       |             |
| 1981.       | 263         |             |
| 1991.       | 362         |             |
| 2001.       | 237         |             |
| 2011.       |             | 170         |

## Попис1991.
На попису становништва 1991. године, насељено место Крапањ је имало 2.513 становника, следећег националног састава:
| Попис 1991.‍   | Попис 1991.‍  | Попис 1991.‍ | Попис 1991.‍ | Попис 1991.‍ |
| ------------- | ------------ | ----------- | ----------- | ----------- |
|               |              |             |             |             |
| Хрвати        | Хрвати       |             | 2.284       | 90,88%      |
| Срби          | Срби         |             | 48          | 1,91%       |
| Албанци       | Албанци      |             | 20          | 0,79%       |
| Југословени   | Југословени  |             | 10          | 0,39%       |
| Словенци      | Словенци     |             | 7           | 0,27%       |
| Немци         | Немци        |             | 4           | 0,15%       |
| Италијани     | Италијани    |             | 2           | 0,07%       |
| Муслимани     | Муслимани    |             | 2           | 0,07%       |
| Црногорци     | Црногорци    |             | 2           | 0,07%       |
| Мађари        | Мађари       |             | 1           | 0,03%       |
| Македонци     | Македонци    |             | 1           | 0,03%       |
| Русини        | Русини       |             | 1           | 0,03%       |
| остали        | остали       |             | 4           | 0,15%       |
| неопредељени  | неопредељени |             | 34          | 1,35%       |
| регион. опр.  | регион. опр. |             | 11          | 0,43%       |
| непознато     | непознато    |             | 82          | 3,26%       |
| укупно: 2.513 |              |             |             |             |